# Ion Gheorghe (fotbalist)
Ion Gheorghe (n. 8 octombrie 1999, București, România) este un fotbalist român, care joacă pe post de mijlocaș la Gloria Buzău în SuperLiga României.